# Кон (Кот-д’Армор)
Кон (фр. Caulnes, брет. Kaon, галло Caunn) — коммуна во Франции, находится в регионе Бретань. Департамент — Кот-д’Армор. Входит в состав кантона Брон. Округ коммуны — Динан.
Код INSEE коммуны — 22032.

## География
Коммуна расположена приблизительно в 340 км к западу от Парижа, в 45 км северо-западнее Ренна, в 55 км к юго-востоку от Сен-Бриё.

## Население
Население коммуны на 2016 год составляло 2 474 человека.
| 1962 | 1968 | 1975 | 1982 | 1990 | 1999 | 2008 | 2016 |
| ---- | ---- | ---- | ---- | ---- | ---- | ---- | ---- |
| 1822 | 1828 | 1990 | 1942 | 1992 | 2016 | 2303 | 2474 |

## Администрация
| Период | Период | Фамилия        | Партия                         | Примечания                                     |
| ------ | ------ | -------------- | ------------------------------ | ---------------------------------------------- |
| 1947   | 1983   | Бернар Лемарье | Союз за французскую демократию | сенатор, член генерального совета департамента |
| 1983   | 2001   | Раймон Гиомарш | Социалистическая партия        | инспектор образования                          |
| 2001   |        | Жан-Луи Шалуа  | Разные правые                  | пенсионер                                      |

## Экономика
В 2007 году среди 1303 человек в трудоспособном возрасте (15—64 лет) 917 были экономически активными, 386 — неактивными (показатель активности — 70,4 %, в 1999 году было 67,9 %). Из 917 активных работали 849 человек (476 мужчин и 373 женщины), безработных было 68 (30 мужчин и 38 женщин). Среди 386 неактивных 148 человек были учениками или студентами, 139 — пенсионерами, 99 были неактивными по другим причинам.

## Достопримечательности
- Церковь Сен-Пьер (XV век). Исторический памятник с 1925 года[8]
- Усадьба Верже (XVIII век). Исторический памятник с 1980 года[9]

## Фотогалерея

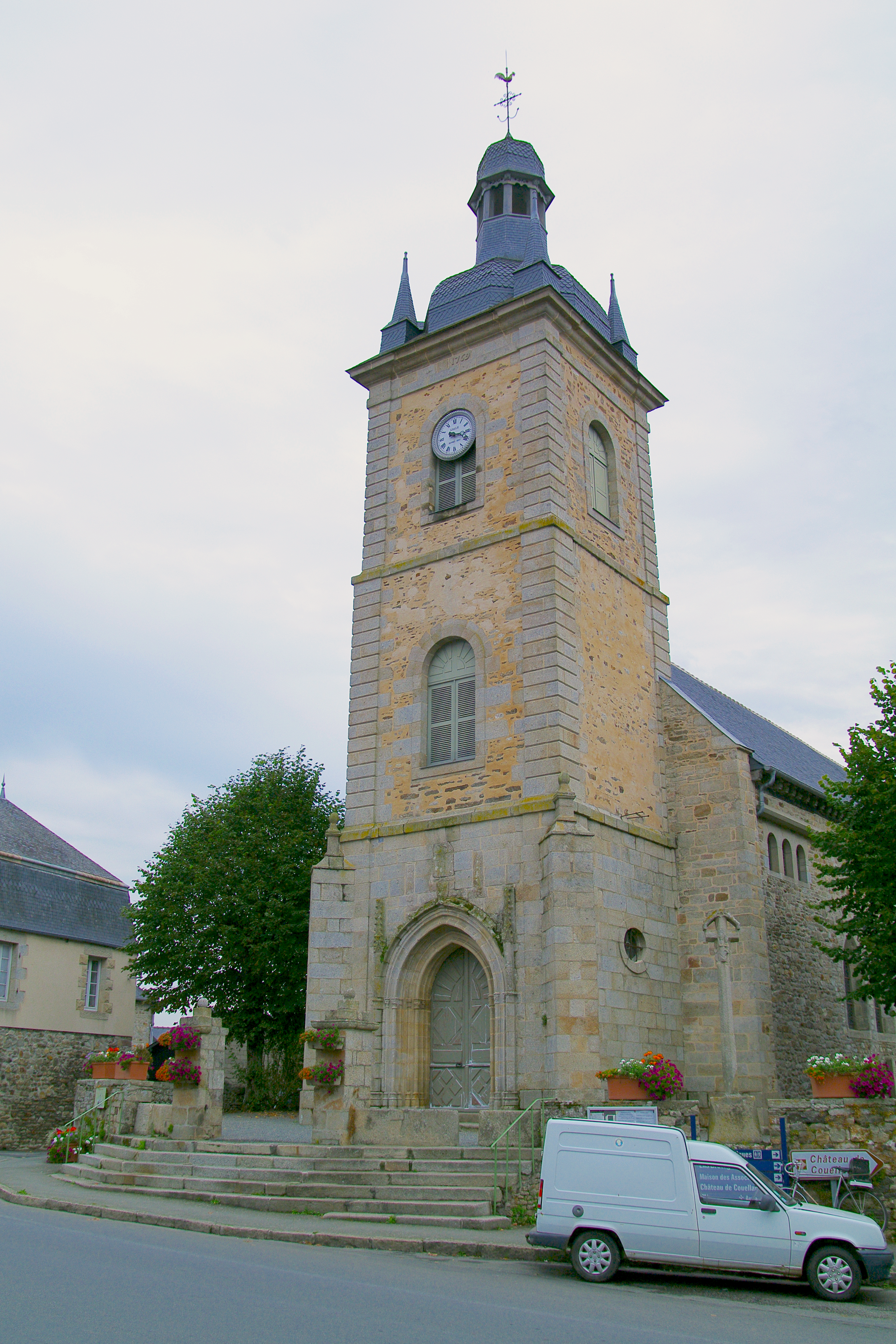
Церковь Сен-Пьер
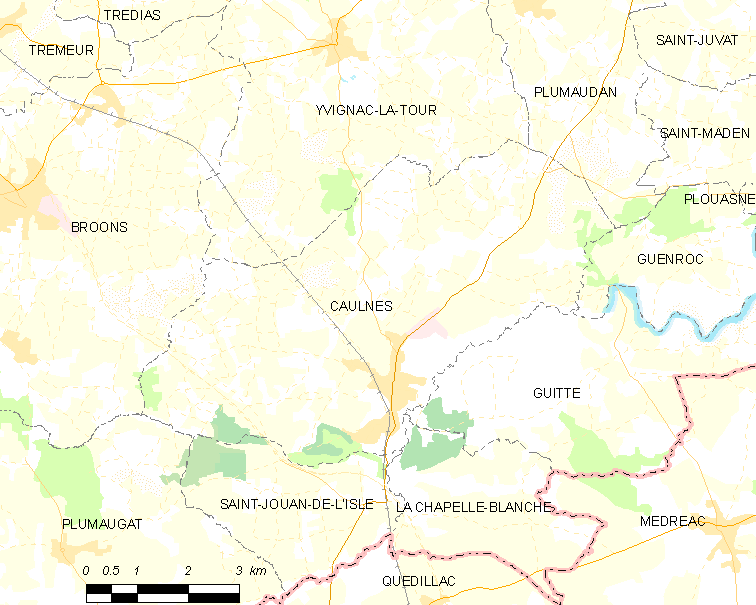
Карта коммуны